# Krampusz (film)
A Krampusz (eredeti címén: Krampus) 2015-ben bemutatott amerikai horror-filmvígjáték, melynek rendezője Michael Dougherty, forgatókönyvírója Dougherty, Todd Casey és Zach Shields. A főszerepben Adam Scott, Toni Collette, David Koechner, Allison Tolman, Conchata Ferrell, Emjay Anthony, Stefania Owen és Krista Stadler látható.
Az Amerikai Egyesült Államokban 2015. december 4-én mutatták be a mozikban. Magyarországon december 3-án debütált szinkronizálva az UIP-Dunafilm forgalmazásában.

## Cselekmény
|  | Alább a cselekmény részletei következnek! |

Három nappal Karácsony előtt, egy kertvárosi család összegyűlik, hogy megünnepeljék az ünnepeket –– Tom (Adam Scott) és Sarah (Toni Collette), a gyerekeik, Beth (Stefania LaVie Owen) és Max (Emjay Anthony); Sarah testvére, Linda (Allison Tolman), Linda férje, Howard (David Koechner), a gyerekeik, Stevie (Lolo Owen), Jordan (Queenie Samuel) Howie Jr. (Maverick Flack), és a csecsemő kislányuk; Sarah nagynénje, Dorothy (Conchata Ferrell) és Tom osztrák származású anyja, Omi (Krista Stadler).
Max folytatni kívánja a karácsonyi hagyományokat a családdal, de feszültségek alakulnak ki a különböző családtagok között, mivel már jó ideje nem találkoztak egymással, ekkor a család elveszíti a karácsonyi hangulatot, főleg Max, aki a télapónak írt kívánságlevelét széttépi, amit azonnal kis is dob az ablakon, majd a papírdarabokat elfújja a szél. Nem sokkal később, egy súlyos hóvihar kerekedik, melytől az egész városban elmegy az áram. Beth aggódik a barátja miatt, ezért úgy dönt, hogy meglátogatja őt, e súlyos hóvihar ellenére. Amikor elér a házához, meglát egy furcsa kinézetű lényt, aki üldözni kezdi őt. Elrejtőzik az egyik teherautó alatt, ahol végez vele egy láthatatlan szörnyeteg.
Este közeledtével, néhány órával később, Tom és Howard kimennek a hóviharba, majd együttes erővel próbálják megkeresni Beth a barátja házánál; ám a házban valami nagy pusztítás történt, a kémény ketté van osztódva, valamint a padlón kecske-szerű patanyomokat látnak. Őket is megtámadja a lény, aki a hó alatt rejtőzködik. Félve, amint még nem értünk, a család bedeszkázza az ablakokat és az ajtót, majd reggel folytatják Beth keresését. Howard elvállalja, hogy fenn marad őrködni az éjszaka folyamán, de elalszik. Ahogy a tűz elalszik a kandallóban, egy horoggal felszerelt lánc ereszkedik le a kéményen, és egy Mézeskalács-ember csábítja magával Howie Jr.-t, aki magával rántja őt.
Omi feltárja a családnak, hogy mi történik; Régebben még őt is gyötörte egy ősi démoni szellem, hogy megbüntesse azokat, akik karácsonykor rosszat tettek, utalva arra, hogy ő Szent Miklós árnyéka, azaz a Krampusz. Omi bevallja, hogy amikor még fiatal kislány volt, a családja is szegénységet okozott neki, elveszítette a szerelmét, a szabadságát, ami miatt előidézte a Krampuszt, aki ennek eredményeképp a segítőivel elvitte az alvilágba a szüleit és a város néhány lakosát. Egyedül ő menekült meg a démontól, ám egy csecsebecsét ráhagyott, melyen az ő neve olvasható, emlékeztetve rá, hogy mi történik, ha valaki elveszíti a karácsony szellemét.
A tetőrétben sok titokzatos ajándék, amelyet korábban elszállítottak a házhoz, hirtelen elkezd remegni. A család felfut a padlásra és látnak egy Der Klownt, egy démoni jack-in-the-box szörnyet, aki Jordant egészben lenyeli. A többieket megtámad egy csoport rettenetes játék, valamint három mézeskalács-ember, Lumpy, Dumpy és Clumpy, de megvédik magukat és összefognak a földszinten. Hamarosan ismét megtámadja őket a Krampusz gonosz manói, akik elrabolják Dorothyt és Howard-ot, míg mielőtt a babát próbálják megmenteni. A maradék család úgy dönt, hogy kifutnak a hókotróhoz az utcára. Omi a házban marad, hogy szembenézzen a Krampusszal, így a többiek számára időt nyer. A Krampusz kinyitja a táskáját, és a játékok végeznek vele. Mivel a csoport többi tagja igyekeznek a kotróhoz érni, Tom, Sarah és Linda személyét látszólag megeszi egy lény a hóban, majd a manók elviszik Steviet is, így csak Max marad egyedül. Amikor a mikulásnak írt levél megjelenik apróra összegyűrve, megjelenik  Krampusz, és a csecsebecsét odaadja neki, melyen az ő neve van. Max, ahogy szembesül a Krampusszal, könyörög neki, hogy adja vissza a családját, és őt vigye el helyettük. Úgy tűnik a Krampusz megfontolja Max kérését, mielőtt még elvinné őt, de közben a segítői belevetik az alvilág gödrébe Steviet. Max őszintén bocsánatot kér a démontól, hogy a karácsony hangulatát elrontotta, kifejezve, hogy minden amit szeretett volna, egy tisztességes karácsony akart volna lenni a családjával. A krampusz elfogadja a bocsánatkérést, de végül a sikoltozó Maxet is beledobja a gödörbe.
Max karácsony reggelén felébred az ágyában. Kinéz az ablakon, és látja, hogy minden visszatért a normális kerékvágásba a környéken, és a családját is a földszinten találja ajándékokat kinyitogatni. Abban a hitben, hogy ez az egész élmény csak egy álom volt, Max kinyit egy ajándékot és felfedezi a Krampusz csecsebecséjét. A család elhallgat, az emlékeik váratlanul visszatérnek. Ekkor a kamera elkezd távolodni, és látható ahogyan a Krampusz figyeli a házat egy hógömbből az egyik polcon, majd sok segítője hirtelen felbukkan... Ekkor ér véget a film.
|  | Itt a vége a cselekmény részletezésének! |

## Szereplők
| Szerep           | Színész             | Magyar hang    |
| ---------------- | ------------------- | -------------- |
| Tom Engel        | Adam Scott          | Rajkai Zoltán  |
| Sarah Engel      | Toni Collette       | Bertalan Ágnes |
| Max Engel        | Emjay Anthony       | Nagy Gereben   |
| Howard           | David Koechner      | Kerekes József |
| Linda            | Allison Tolman      | Mezei Kitty    |
| Dorothy nagynéni | Conchata Ferrell    | Molnár Piroska |
| Beth Engel       | Stefania LaVie Owen | Csifó Dorina   |
| Omi Engel        | Krista Stadler      | Tímár Éva      |
| Stevie           | Lolo Owen           | Pekár Adrienn  |

## Fogadtatás
A film általánosságban vegyes kritikákat kapott a kritikusoktól. A Metacritic oldalán a film értékelése 52% a 100-ból, amely 21 véleményen alapul. A Rotten Tomatoeson a Krampusz 65%-os minősítést kapott, 97 értékelés alapján.
Bevételi szempontból jól teljesített, 15 milliós költségvetés mellett világszerte több mint 61,5 millió dollárt termelt.